# Градско позориште у Чачку
Градско позориште у Чачку је нова културна институција града Чачка, која је започела са радом премијером представе „Триптих о радницима – о свињама, људима и крокодилима“  7. октобра 2018. године.

## Прва представа
Група глумаца из Чачка покренула је иницијативу за оснивање Градског позоришта 2017. године, и уз помоћ локалне самоуправе направили су представу „Триптих о радницима“, чија премијера је била 7. октобра 2018. године у сали чачанског Културно уметничког друштва „Дуле Милосављевић Желе“.

## Оснивање
Градско веће града Чачка је на својој седници одржаној 12. децембра 2018. године предложило Скупштини да донесе Одлуку о оснивању установе културе „Градско позориште Чачак“, са седиштем у Синђелићевој улици бр. 24.
Градски већници су једногласно подржали оснивање позоришта на седници 13.12.2018. и нацртом буџета наменили 3.000.000 динара за рад установе која ће своје активности реализовати у новој згради Градске библиотеке „Владислав Петковић Дис“. Половина опредељеног износа биће употребљена за плату јединог запосленог, управника односно директора, Братислава Јанковића, и административно одржавање позоришта, а преостала средства биће новчана база за продукцију позоришних представа.
Тренутно најмлађе позориште у Србији и најмлађа, шеста институција културе у Чачку, Градско позориште званично је основано 25. децембра 2018. године.

### Пријем у Заједницу професионалних позоришта Србије
Дана 15. фебруара 2019. године, у Крагујевцу, Градско позориште Чачак је на састанку Заједнице професионалних позоришта Србије, једногласном одлуком примљено у Заједницу, као пуноправан члан. Ова одлука која чачанском позоришту даје исти статус као и осталим позориштима у Србији, омогућава учествовање на позоришним фестивалима и сарадњу са осталим позориштима у Заједници.

## Репертоар
Представа „Триптих о радницима“ у режији Југа Ђорђевића састоји се од три једночинке младих драмских аутора: „Неидентификоване“ Саре Радојковић, „Крокодил“ Страхиње Маџаревића и „Никад нисам видела звезде“ Тијане Грумић. Улоге: Александар Ђинђић, Ивана Терзић, Уна Ђелошевић и Братислав Јанковић. Према оцени позоришних критичара, представа је сврстана на листу пет најбољих у Србији прошле године.
Поред ове представе, позориште је припремило и представе „Острво“ – према роману Меше Селимовића,  и „Животињска фарма“, Џорџа Орвела.

## Гостовања
Градско позориште у Чачку је гостовало у Народном позоришту у Београду, Истарском народном казалишту у Пули, Шабачком позоришту, и учествовало је на фестивалу „Јоаким Вујић“ у Крагујевачком позоришту, где су освојили две награде – за режију и за мушку улогу у представи „Триптих о радницима“.